# 梁明德 (1963年)
梁明德 （1963年—），男，臺灣高雄鳳山人，中華民國海軍陸戰隊少將。畢業於鳳山國中第8屆、陸軍官校正54期（74年班），曾任海軍司令部少將副參謀長（2017年1月1日任職），曾任海軍陸戰隊指揮部少將參謀長、海軍陸戰隊99旅少將旅長、三軍聯訓基地少將指揮官、國防部上校國會聯絡官
，已於2019年7月1日自海軍司令部少將第一副參謀長職位上退役。
屏東福安宮每年三節均贈送現金給三軍聯訓基地作為官兵的加菜金，被檢舉沒用在官兵身上，屏東地檢署在2016年12月將梁明德少將依《貪污治罪條例》起訴，並將基地前政戰主任廖振輝上校以偽造文書罪起訴。梁明德因此調任海軍司令部副參謀長。後經屏東地方法院審結後，廖振輝上校判刑六個月，緩刑兩年，而梁明德少將獲判無罪。梁明德少將因檢調介入調查期間，剛好海軍陸戰隊指揮官職位調動，而與海軍陸戰隊指揮官一職失諸交臂。